# 朱利奥·萨劳迪
朱利奥·萨劳迪（義大利語：Giulio Saraudi，1938年7月3日—2005年4月20日），意大利男子拳击运动员。他曾代表意大利参加1960年夏季奥林匹克运动会拳击比赛，获得男子轻重量级铜牌。